# Snágost
Snágost (en ruso: Снагость) es un pueblo ruso perteneciente al óblast de Kursk. Situado en el suroeste del país, forma parte del distrito de Kórenevo.
Entre el 9 de agosto y el 12 de septiembre de 2024 el pueblo fue ocupado por Ucrania en el marco de la Incursión ucraniana en el óblast de Kursk de agosto de 2024. 

## Toponimia
Otros nombres de importancia local son Snáguist (en ucraniano: Снагість).

## Geografía
Snágost está situado a orillas del río homónimo, 11 km al sur de Kórenevo y 102 km al suroeste de Kursk. A 9 km está la frontera entre Rusia y Ucrania, y forma parte de la región histórica de Ucrania Libre.

## Historia
Snágost fue fundada en 1707 por orden del atamán Iván Mazepa, a orillas del río del mismo nombre. Hasta 1708, el pueblo formaba parte del uyezd de Putivl del Hetmanato cosaco. Después de la reforma administrativa de 1708, el uyezd pasó a formar parte de la gobernación de Kiev y desde 1727, de la gobernación de Bélgorod.  En 1712, de 365 habitantes, había 239 habitantes ucranianos mientras que sólo había 126 rusos.
El 9 de agosto de 2024, el pueblo fue escenario de una incursión en la óblast de Kursk de las Fuerzas Armadas de Ucrania en el transcurso de la guerra ruso-ucraniana.El 15 de agosto, el gobierno ucraniano anunció la formación de una administración militar para brindar ayuda humanitaria a los civiles y mantener la ley y el orden, donde se integró a Snágost.
El 12 de septiembre de 2024, el Ministerio de Defensa de Rusia aseguró en un comunicado que el asentamiento había sido liberado por las tropas rusas.

## Demografía
La evolución demográfica de Snágost entre 2002 y 2021 fue la siguiente:
| 672                            | 494 | 479 |
| (Fuente: Population of Russia) |     |     |

En el censo de 2010, el 94% de la población eran rusos y el 4%, ucranianos.